# Hussein Bin Alistadion
Het Hussein Bin Alistadion is een multifunctioneel stadion in Hebron, een stad in Palestina.  
Het stadion wordt vooral gebruikt voor voetbalwedstrijden, de voetbalclubs Ahli Al-Khaleel, Shabab Al-Khalil SC en Shabab Alsamu maken gebruik van dit stadion. In het stadion is plaats voor 8.000 toeschouwers. Het stadion werd geopend in 1940 en gerenoveerd in 2009.